# Friesach
Friesach es una localidad del distrito de Sankt Veit an der Glan, en el estado de Carintia, Austria, con una población estimada a principio del año 2018 de 4947 habitantes. 
Se encuentra ubicada al norte del estado, cerca de la frontera con el estado de Estiria.
Perteneció al Principado-arzobispado de Salzburgo desde el año 860, siendo una de sus principales ciudades, hasta que en 1803 pasó a ser parte del Ducado austriaco de Carintia.